# Битка на Чудском језеру
Битка на Чудском језеру или Битка на леду, била је битка између Новгородске републике и ливонског огранка Тевтонских витезова (чију су војску чинили углавном Естонци) 5. априла 1242. на Чудском језеру. Била је чувена пошто је углавном вођена на замрзнутом језеру.
Битка је била тежак пораз за римокатоличке крсташе током Северних крсташких ратова, који су вођени против пагана и православаца уместо против муслимана у Светој земљи. Пораз крсташа је означио крај њиховог похода против православне Новгородске републике и других руских територија за цео следећи век.

## Увод
1136. грађани Новгорода протерали су кнеза Всеслава Мстиславича, одвојили се од Кијевске Русије и основали феудалну Новгородску републику. Републиком је управљало Веће, састављено од бољара и трговаца, које је бирало архиепископа (који је био на челу извршне власти) и кнеза – обично из једне од суседних руских земаља, са којим је сачињавало уговор. Власт кнеза у Новгородској републици била је ограничена на дужност команданта војске. У својој историји Новгород је водио борбу са суседима: најпре се ослободио доминације војнички јаче Владимир-Суздаљске кнежевине 1216. победом у Липицкој бици, али најопаснији непријатељ Новгородске републике били су Швеђани и немачки Ливонски витешки ред. За свог постојања Новгородска република била је приморана да ратује са Швеђанима 26 пута, а са Ливонским редом 11 пута. Швеђани су у лето 1240. упали на територију Републике, али их је на реци Неви потукла новгородска војска на челу са Александром Невским.

## Супротстављене снаге
Војска Новгородске републике састојала се од кнежеве дружине, затим дружина виђенијих људи (бољари са својим одредима) и црних људи – градско становништво и сељаци, који су дизани на оружје само кад је Република била непосредно угрожена. Поред тога у саставу војске било је повремено и мањих одреда страних најамника. Кнежева дружина бројала је највише 300 људи, сам Новгород дизао је на оружје 5.000 људи, а цела Република до 20.000 људи. Војска се делила на пукове, променљиве јачине, а основни род била је пешадија, коју су чинили градско становништво и сељаци. Кнежева дружина и дружине бољара биле су коњичке. Оружје и опрема ратника били су исти као и Кијевске Русије, једина новина био је самострел.
Руски летописи наводе да је немачка војска имала 10–12.000 витезова, али за витезове (оклопнике) то је исувише висок број: укупан број витезова целог темпларског реда у то време није прелазио 500.

## Битка
Први напади Ливонског реда на Новгородску републику завршени су освајањем Копорја и Пскова, које је Александар Невски ослободио током 1241–1242. На вест о новом покрету немачких витезова, кнез Александар им је пошао у сусрет. Руска претходница разбијена је код Моста, али су преживели известили кнеза да се непријатељ креће ка Чудском језеру, вероватно да би најкраћим путем доспео до Новгорода.

### Руски распоред
Избивши на језеро, руска војска заузела је све путеве према Новгороду. Кад су витезови наишли, Невски је заузео борбени поредак на самом леду, код острва Ворониј камен, са стрмом обалом иза себе. Лед је могао издржати лаке руске пешаке, али не ливонске коњанике и оклопнике. Напред је Невски истурио један пук наоружан стрелама и праћкама, за њим пук пешака наоружан копљима и секирама, а на крила пукове одабраних дружина. Резерва је била кнежева коњичка дружина у заседи.

### Немачки напад
Витезови су у зору 5. априла 1242. прешли језеро, постројили се у колону (споља су били витезови, а унутра слуге) и нападом пробили центар Новгорођана. Али, задржани стрмом обалом, коју нису могли савладати, нису искористили свој успех. Задње врсте најахивале су на предње, стварајући гомилу из које се оружје није могло употребити. Нападом руских крилних пукова и ударом резерве из позадине, витезови су се нашли у обручу. Руски пешаци обарали су кукама витезове са коња, добар део се удавио, а део је заробљен. Остатак су Руси гонили до Суболичке обале. Губици Тевтонског реда цене се на 800 погинулих витезова и 50 заробљеника, за губитке међу обичним борцима не постоје подаци.

## Последице
Овом победом Александар Невски обезбедио је северозападне границе своје државе у време непосредне опасности од Монгола. У војној историји та победа је од посебног значаја јер је постигнута читав век пре појаве пешадијских формација на Западу, које су се могле огледати са витезовима на отвореном пољу.

## У руској култури
Ова битка детаљно је приказана у совјетском филму Александар Невски из 1938. године у режији Сергеја Ајзенштајна.